# 테트메틸에틸렌다이아민
테트라메틸에틸렌다이아민(Tetramethylethylenediamine, TEMED)은 화학식 (CH3)2NCH2CH2N(CH3)2을 갖는 화합물이다. 이것은 4개의 아민 수소를 4개의 메틸기로 대체하여 에틸렌다이아민에서 파생된 물질이다. 무색의 액체이지만 오래되었다면 노란색으로 보일 수도 있다. 또한 냄새는 썩은 물고기의 냄새가 난다.

## 유기 및 무기 합성의 시약
TEMED는 금속 이온의 리간드로 널리 사용된다. 이는 염화아연 및 요오드화구리(I)와 같은 많은 금속 할로겐화물과 안정한 착물을 형성하여 유기 용매에 용해되는 착물을 제공한다. 이러한 복합체에서 TEMED는 두 자리 리간드 역할을 한다.
TEMED는 리튬 이온과 친화력이 있다. N-부틸리튬과 혼합되면 TEMED의 질소 원자가 리튬에 배 위하여 N-부틸리튬이 일반적으로 채택하는 사량체 또는 육량체보다 높은 반응성의 클러스터를 형성한다. BuLi/TEMED는 벤젠, 퓨란, 싸이오펜, N-알킬피롤 및 페로센을 포함한 많은 기질을 금속화하거나 2중 금속화 할 수 있다. 많은 음이온성 유기 금속 착물이 [Li(TEMED)2]+ 착물로 분리된다. 이러한 복합체에서 [Li(TEMED)2]+는 [NEt4]+와 같은 4차 암모늄염처럼 작동한다.

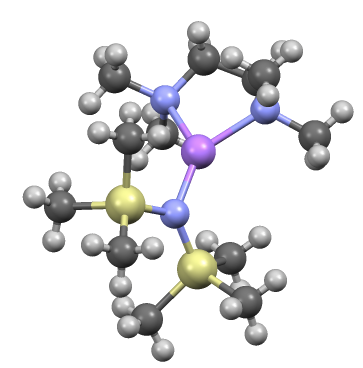
TEMED 첨가물

또한 S-BuLi/TEMED는 유기 합성에서 유용한 조합이라는 점도 주목할 가치가 있다. 이것의 활용은 N-부틸 음이온이 약한 친핵성 특성으로 인해 출발 물질에 첨가 될 수있다. TEMED는 위에서 언급 한 바와 같이 리튬과 금속 착물을 형성 할 수 있다.

## 기타 용도
TEMED는 단백질 또는 핵산 분리를 위해 겔 전기 영동에 사용되는 폴리아크릴아미드겔을 만들 때 아크릴아마이드의 중합을 촉매하기 위해과 황산 암모늄과 함께 사용한다. 이 기술에 사용되는 양은 방법마다 다를 수 있지만 보통 0.1–0.2 % v / v TEMED이다. TEMED는 또한 접촉점화성 추진제의 구성 요소가 될 수 있다.